# Болотные солдаты (фильм)
«Болотные солдаты» (другие названия — «Лагерь на болоте», «Вальтер», «Борьба продолжается») — советский художественный полнометражный чёрно-белый фильм, снятый в 1938 году на киностудии «Мосфильм» Александром Мачеретом по сценарию, написанному им в соавторстве с Юрием Олешей. Повествует о борьбе немецких коммунистов против нацистского режима в Германии.

## Сюжет
1930-е годы. Германский подпольщик был схвачен национал-социалистами и отправлен в концентрационный лагерь. С помощью товарищей ему удаётся совершить побег.

## В ролях
- Олег Жаков — Пауль
- С. Широкова — Мари
- Иван Кудрявцев — Тидеман
- Александр Зражевский — Бишофф
- Василий Ванин — начальник концлагеря
- С. Муратов — Освальд
- Борис Пясецкий — Бельц
- Алексей Консовский — Франц
- Игорь Доронин — Роберт
- Алексей Грибов — Шульц
- Семён Межинский — аптекарь
- Иван Коваль-Самборский — Вальтер
- Владимир Балихин — Вилли
- Андрей Файт — Гармс
- Евгений Тетерин — Ганс
- Константин Барташевич — немецкий коммунист (нет в титрах)
- Карл Эфеляйн (нет в титрах)

## Съёмочная группа
- Авторы сценария: Юрий Олеша, Александр Мачерет
- Режиссёр: Александр Мачерет
- Оператор: Евгений Андриканис
- Художник: Артур Бергер
- Композитор: Лев Шварц

## Технические данные
- Чёрно-белый, звуковой
- Премьера в СССР 25 ноября 1938 года.

## Интересные факты
- «Болотными солдатами» (нем. Moorsoldaten) в Германии называли узников концентрационных лагерей.
- В фильме снялся немецкий театральный актёр Карл Эфеляйн, который в 1931 году эмигрировал в СССР из Германии, а 8 февраля 1938 года был арестован по обвинению в участии в контрреволюционной фашистской организации «Гитлерюгенд» и 11 апреля того же года расстрелян. Посмертно реабилитирован в 1957 году[1].